# Коле Сестријере (Торино)
Коле Сестријере је насеље у Италији у округу Торино, региону Пијемонт.
Према процени из 2011. у насељу је живело 646 становника. Насеље се налази на надморској висини од 2029 м.